# Мейер, Оскар Эмиль
Оскар Эмиль Мейер (нем. Oskar Emil Meyer; 15 октября 1834, Фарель, герцогство Ольденбург — 21 апреля 1909, Бреслау) — немецкий физик. Брат химика  Юлиуса Лотара Мейера.
Получил учёную степень кандидата наук в 1860 в университете Кёнигсберга за работу лат. «De mutua duorum fluidorum frictione».
Занимал должность приват-доцента в университете Гёттингена в период с 1862 по 1864, после получения доцентуры (за работу лат. «De gasorum theoria») в 1866 получает должность профессора в университете Вроцлава, где он проводил исследования и преподавал до конца своих дней.
Он работал главным образом в области теории трения в жидкостях и газах, над генераторами постоянного тока и горным магнетизмом в Силезии.
Его работа:
- нем. «Kinetische Theorie der Gase», (Бреслау, 1877)